# BADO BUS

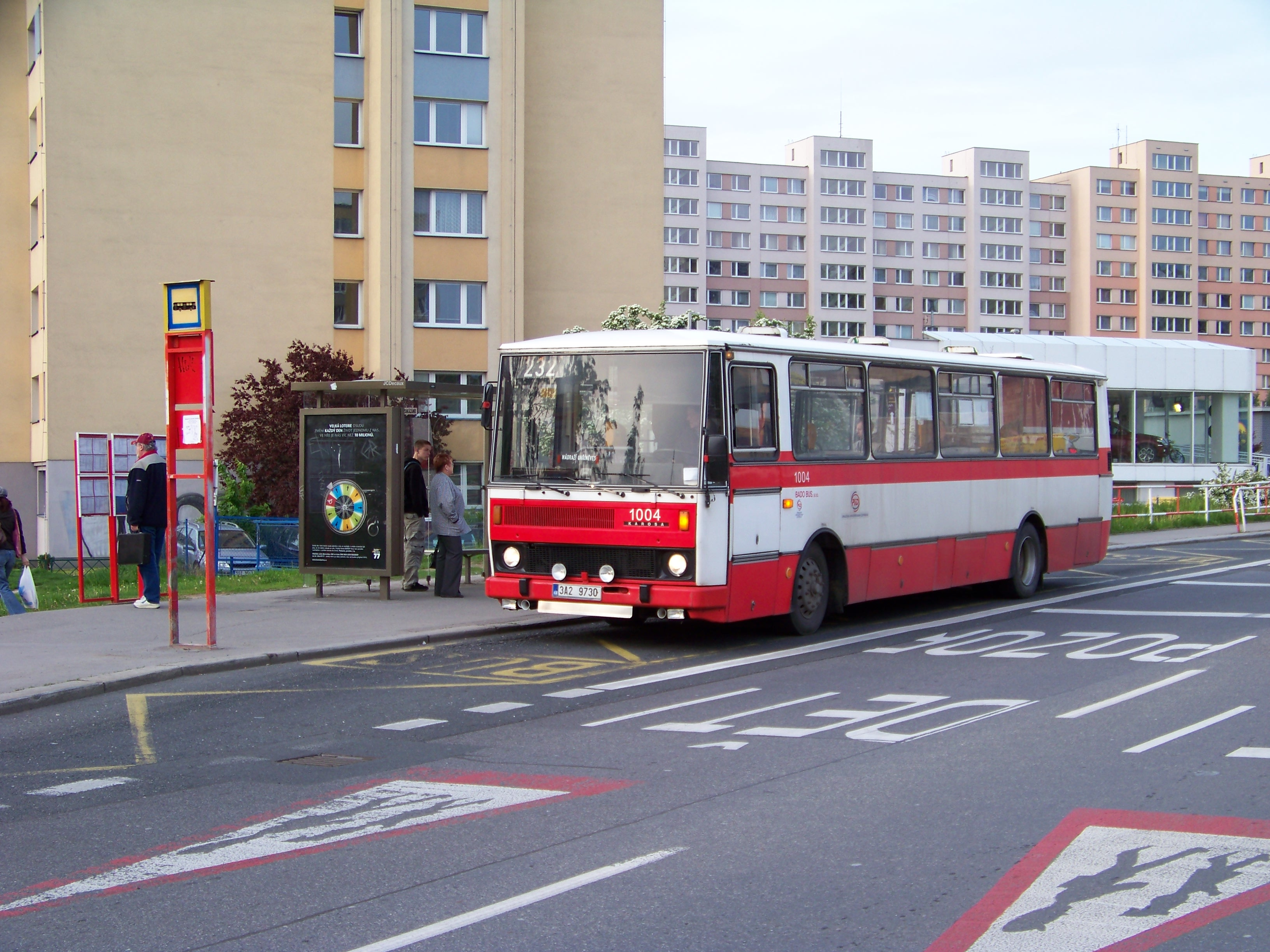
Karosa B 732 číslo 1004 v zastávce Horčičkova

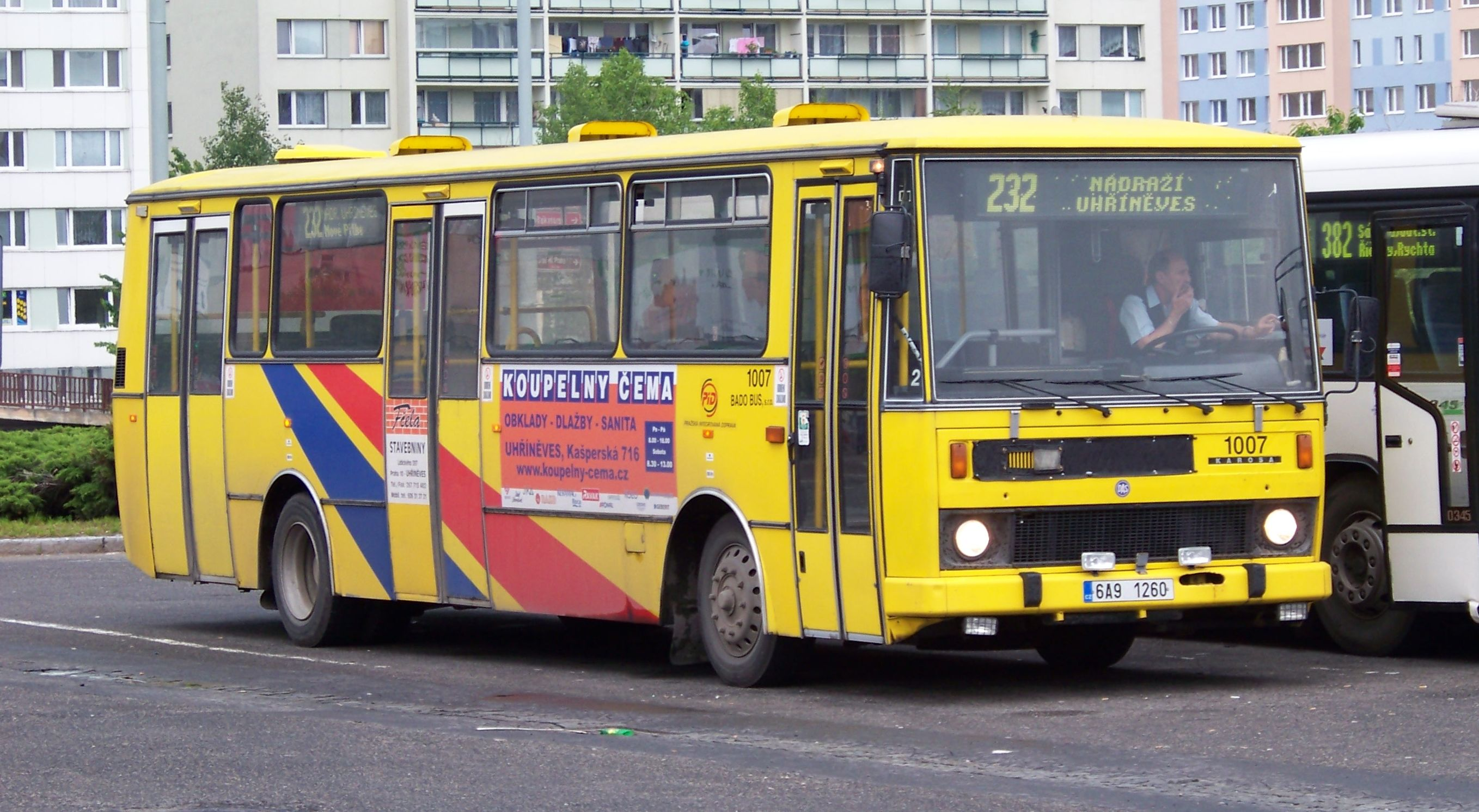
Karosa B 732 číslo 1007 v barvách TQM - holding na konečné Háje

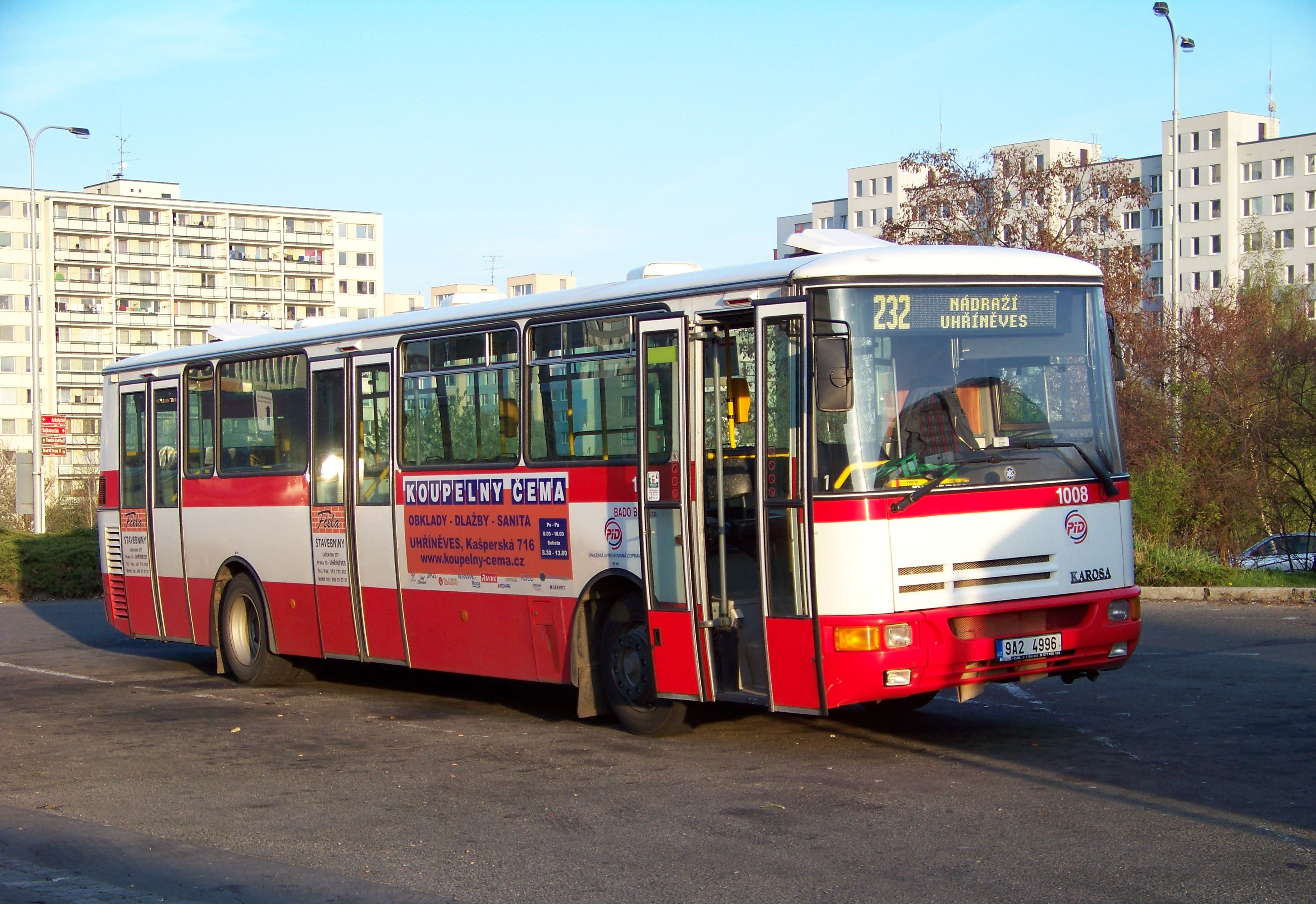
Karosa B 932 číslo 1008 na konečné Háje

BADO BUS s. r. o. patřila k nejmenším dopravcům podílejícím se na Pražské integrované dopravě. Navázala na činnost, kterou provozoval Milan Bado jako podnikající fyzická osoba. Milan Bado patřil k prvním soukromým autobusovým dopravcům, kteří se po roce 1989 zapojili do městské hromadné dopravy v Praze, a po dobu téměř dvaceti let provozoval pražskou městskou linku 232 z Jižního Město do Uhříněvsi. Společnost BADO BUS s. r. o. byla do obchodního rejstříku zapsána v prosinci 2003, jejím vlastníkem byl Milan Bado, jednateli Milan Bado a Brigita Badová. 22. června 2010 firmu koupila ČSAD POLKOST s. r. o.

## Historie
Milan Bado z Uhříněvsi si v roce 1990 pronajal kloubový autobus značky Mercedes a s ním jako subdodavatel vypomáhal na lince 136 Dopravního podniku hl. m. Prahy a. s. Následně si koupil vlastní autobus, který byl nasazen na linku DP č. 267, později na 268. ROPID v článku z roku 2000 datoval výpomoc na linkách 136, 267 a 268 na období od roku 1992.
Od roku 1992 zajišťoval Milan Bado provoz na lince 232, která slouží především k obsluze Křeslic a Pitkovic, jako subdodavatel Dopravního podniku hl. m. Prahy a. s. S platností od 1. července 1995 získal jako podnikající fyzická osoba na tuto linku licenci od magistrátu a smlouvu s organizací ROPID, od ledna 2004 podnikání převedl na svou společnost BADO BUS s. r. o. až do června 2010. Provozoval i ranní školní spoj odvozený z linky 232, který byl číslován jako samostatná linka 553 a od 1. prosince 2005 začleněný do linky 232 (od jejíž kmenové trasy se liší pouze zajížděním do zastávky Uhříněves).
Jiné aktivity dopravce ve veřejné a linkové dopravě nejsou známy. Na svém webu nabízel dopravce i smluvní dopravu. Protože zastávkové sloupky všech městských linek zůstaly v majetku Dopravního podniku hl. m. Prahy a. s., firma BADO BUS nebyla zřizovatelem žádného označníku zastávky.
Autobusy byly původně odstavovány na štěrkové ploše naproti Novému náměstí v Uhříněvsi, později v nových garážích v objektu společnosti Pragochem u zastávky Na Vrchách.
22. června 2010 firmu BADO BUS s. r. o. koupila černokostelecká společnost ČSAD Polkost s. r. o., která v rámci Pražské integrované dopravy dosud provozovala jen příměstské linky, a převzala od ní provozování pražské městské linky číslo 232 od stanice metra Háje do Uhříněvsi. Firma dále existuje, ale její sídlo bylo od 15. července 2010 přeneseno z Prahy-Uhříněvsi do Kostelce nad Černými lesy.

## Vozidla
V roce 1990 začínal Milan Bado na lince 136 se zapůjčeným kloubovým autobusem značky Mercedes. Později si pořídil vlastní autobus, s nímž se podílel na provozu linek v oblasti Uhříněvsi (267 a 268). Na lince 232 začínal s dvěma autobusy Karosa B 731. V roce 2000 je linka 232 popisována jako jednovozová a Milan Bado měl vlastnit dva autobusy, jeden Karosa B 731 a jeden Karosa B 732. Později vlastnil čtyři autobusy Karosa B 732 (s evidenčními čísly 1003, 1004, 1005 a 1007) a od roku 2004 Karosu B 731, rekonstruovanou na B 952 s atypickým vnitřním uspořádáním (č. 1006, před rekonstrukcí měl číslo 7024 a patřil pražskému dopravnímu podniku). Většina autobusů měla červenobílý nátěr obdobný nátěru autobusů pražského Dopravního podniku, pouze autobusu č. 1007 zůstal žlutý nátěr po původním vlastníkovi, TQM - holding Opava. Vozidla prošla modernizací a byla postupně vybavena digitálními informačními systémy, po roce 2004 i venkovními. Na poslední verzi firemního webu, v červnu 2008, uvádí dopravce 4 autobusy: 3 vozy Karosa B 732 (1003 s GO roku 2003, 1004 s GO roku 2000, 1005 s GO roku 2001) a 1 vůz Karosa B 952 (1006, GO roku 2004, přebudován z Karosy B 732). K roku 2009 byl vůz 1003 vyřazen, přibyly vozy 1007 (Karosa B 732, ve žlutém nátěru vyfocen již roku 2007) a 1008 (Karosa B 932).